# Rosmira
Rosmira é uma das óperas do compositor barroco italiano Antônio Vivaldi